# 佐野仁美
佐野 仁美（さの ひとみ、1978年10月5日 - ）は、日本のフリーアナウンサー。アメリカに移住してからはファーガソンステガー佐野仁美名義でも活動している。

## 来歴
東京都出身。日本女子大学附属豊明小学校・日本女子大学附属中学校・高等学校を経て、日本女子大学文学部英文学科3年生のときにアメリカ・ニューヨーク州のメリーマウント・カレッジに1年間留学し、国際研究を専攻した。
2001年3月卒業後、同年4月NHKの子会社である、NHK情報ネットワークに入社。ニュース・スポーツの国際映像コーディネーションにあたる。
2005年4月、NHK新潟放送局に入局、夕方ローカルニュース番組のキャスターを務める。
2008年4月、NHK首都圏放送センターに移り、リポーター・ディレクターとして出演・制作にあたる。
2010年9月、NHK BS政経国際番組部に移り、国際ニュースを伝えるキャスターやナレーションを担当する。
2012年4月、事務所のオールウェーブ・アソシエツに所属。
2016年5月、アメリカ人男性と結婚。　
2017年、夫の転勤によりアメリカのテキサス州ヒューストンに移住。この為、所属してきたオールウェーブ・アソシエツとは契約を解除。
同年、第1子を出産、3年後の2020年、第2子を出産した。
2022年4月、Sakura Radio USAで全米情報番組「Hallo America」にて5年ぶり公の場の活動を再開し「ファーガソンステガー佐野仁美」名義として活動中。

## 逸話
- 兄が1人いる。

- 兄家族もアメリカに在住しており以前、カルフォルニア州に在住していた際、兄嫁がsakuraRadioのキャスター福野理恵がママ友同士だったというご縁エピソードがある。

## 現在の担当番組

### ラジオ
- Hallo America（Sakura Radio USA） - 2022年4月13日 -
- かわら版USA（Sakura Radio USA） - 2023年1月9日 -

## 過去の担当番組

### NHK新潟放送局時代
- 新潟発ふれっしゅ便
- 新潟ニュースファイル

### NHK首都圏放送センター時代
- BS特集世界経済フォーラム
- こんにちはいっと6けん (NHK総合、2008年4月から2010年8月)
- アジアクロスロード　(NHK BS1、2010年10月12日から番組終了まで)
- きょうの世界　（NHK BS1、2010年9月27日 - 番組終了まで、ナレーションとして隔週担当）
- ワールドWaveモーニング （NHK BS1、2011年4月1日から2014年3月29日まで）
- スコットランド住民投票　開票速報 (NHK BS1、2014年9月)
- 国際報道2014/2015（黒木奈々休養時の代理キャスター）
- キャッチ!世界の視点　（NHK BS1、2014年3月31日から2016年4月1日まで）
- great gear （NHKワールドTV、2015年6月から2016年10月まで）
- 東京都議会中継 （TOKYO MX、2016年6月）

### 司会進行など
- ANA国際線機内放送　ゴルフスン番組「深堀圭一郎　SIMPLE IS BEST」（2014年冬期）アシスタント
- 国際ソムリエ協会 第14回 世界ベストソムリエコンクール（2013年3月）
- 日本投資政策銀行　第1回〜 DBJ女性新ビジネスプランコンペティション（2012年6月から）
- RSPO ジャパンデー2016

日本初のRSPO公式となるパーム油シンポジウム「RSPOジャパンデー2016」~持続可能なパーム油を考える1日〜　(2016年9月)